# Aviron aux Jeux olympiques de 1920

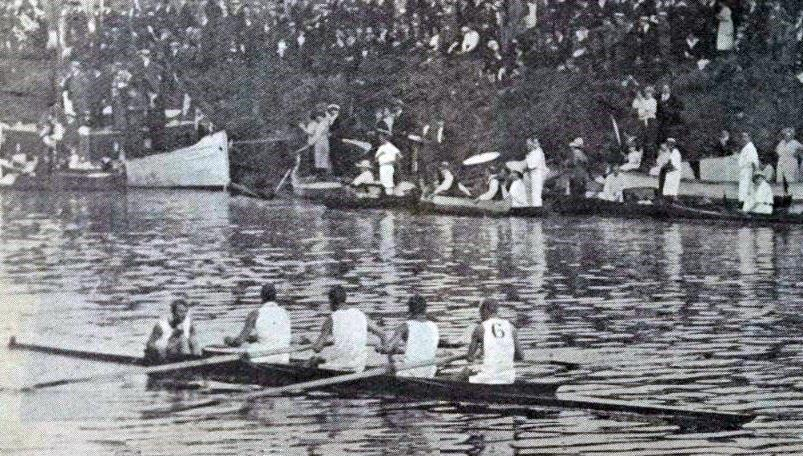
L'aviron aux JO de 1920.

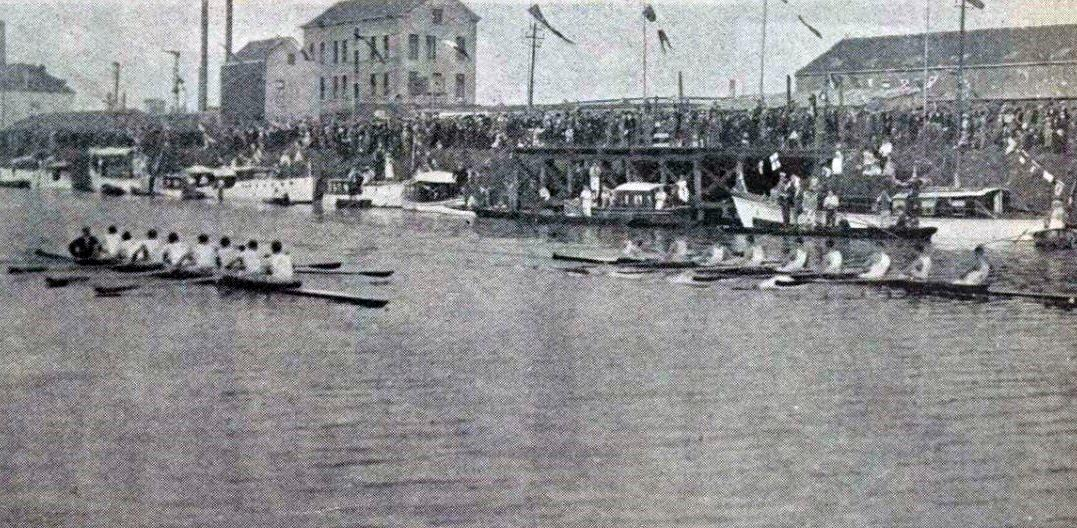
L'aviron aux JO de 1920 - 2.

Navigation
Édition précédente Édition suivante

## Tableau des médailles pour l'aviron
| Rang | Pays             | Médaille d'or | Médaille d'argent | Médaille de bronze | Total |
| ---- | ---------------- | ------------- | ----------------- | ------------------ | ----- |
| 1    | États-Unis       | 3             | 1                 | 0                  | 4     |
| 2    | Italie           | 1             | 1                 | 0                  | 2     |
| 3    | Suisse           | 1             | 0                 | 1                  | 2     |
| 4    | Royaume-Uni      | 0             | 2                 | 0                  | 2     |
| 5    | France           | 0             | 1                 | 1                  | 2     |
| 6    | Norvège          | 0             | 0                 | 2                  | 2     |
| 7    | Nouvelle-Zélande | 0             | 0                 | 1                  | 1     |

| Podiums         | | | |
| Skiff           | États-Unis John B. Kelly, Sr. 7 min 35 s | Royaume-Uni Jack Beresford 7 min 36 s | Nouvelle-Zélande Darcy Hadfield 7 min 48 s |
| Deux de couples | États-Unis Paul Costello John B. Kelly, Sr. 7 min 09 s | Italie Pietro Annoni Erminio Dones 7 min 19 s | France Gaston Giran Alfred Plé 7 min 21 s |
| Deux barré      | Italie Ercole Olgeni Giovanni Scatturin Guido De Filip 7 min 56 s                                                                                                 | France Gabriel Poix Maurice Bouton Ernest Barberolle 7 min 57 s                                                                                             | Suisse Edouard Candeveau Alfred Felber Paul Piaget k.A.                                                                                                 |
| Quatre barré    | Suisse Willy Brüderlin Max Rudolf Paul Rudolf Hans Walter Paul Staub 6 min 54 s                                                                                   | États-Unis Kenneth Myers Carl Klose Franz Federschmidt Erich Federschmidt Sherman Clark 6 min 58 s                                                          | Norvège Birger Var Theodor Klem Henry Larsen Per Gulbrandsen Thoralf Hagen 7 min 02 s                                                                   |
| Huit            | États-Unis Virgil Jacomini, Edwin Graves, William Jordan, Edward Moore, Alden Sanborn, Donald Johnston, Vincent Gallagher, Clyde King, Sherman Clark 6 min 02 s 6 | Royaume-Uni Ewart Horsfall, Guy Nickalls, Richard Lucas, Walter James, John Campbell, Sebastian Earl, Ralph Shove, Sidney Swann, Robin Johnstone 6 min 05 s | Norvège Theodor Nag, Conrad Olsen, Adolf Nilsen, Hakon Ellingsen, Thore Michelsen, Arne Mortensen, Karl Nag, Tollef Tollefsen, Thoralf Hagen 6 min 36 s |